# Kepler-62 c
Kepler-62 c è un pianeta extrasolare orbitante attorno alla stella Kepler-62, una nana arancione distante 1200 anni luce dal sistema solare, situata nella costellazione della Lira. La sua scoperta è stata annunciata il 18 aprile 2013 da parte del team della Missione Kepler.
Il pianeta ha circa le dimensioni di Marte, ed è il secondo più vicino alla stella dei cinque scoperti dal telescopio Kepler intorno a Kepler-62. Con un raggio 0,54 volte quello della Terra, si tratta del secondo più piccolo pianeta extrasolare scoperto e confermato da Kepler, dopo Kepler-37 b. Come gli altri che orbitano attorno a Kepler-62, è stato scoperto con il metodo del transito. Orbita molto in prossimità della stella madre, a circa 14 milioni di chilometri. Il suo flusso radiante è circa 25 volte quello della Terra, per cui la sua temperatura di equilibrio è  di circa 300 °C.